# Valea Pădurii, Mureș
Valea Pădurii este un sat în comuna Valea Largă din județul Mureș, Transilvania, România.